# Kyle Gallner

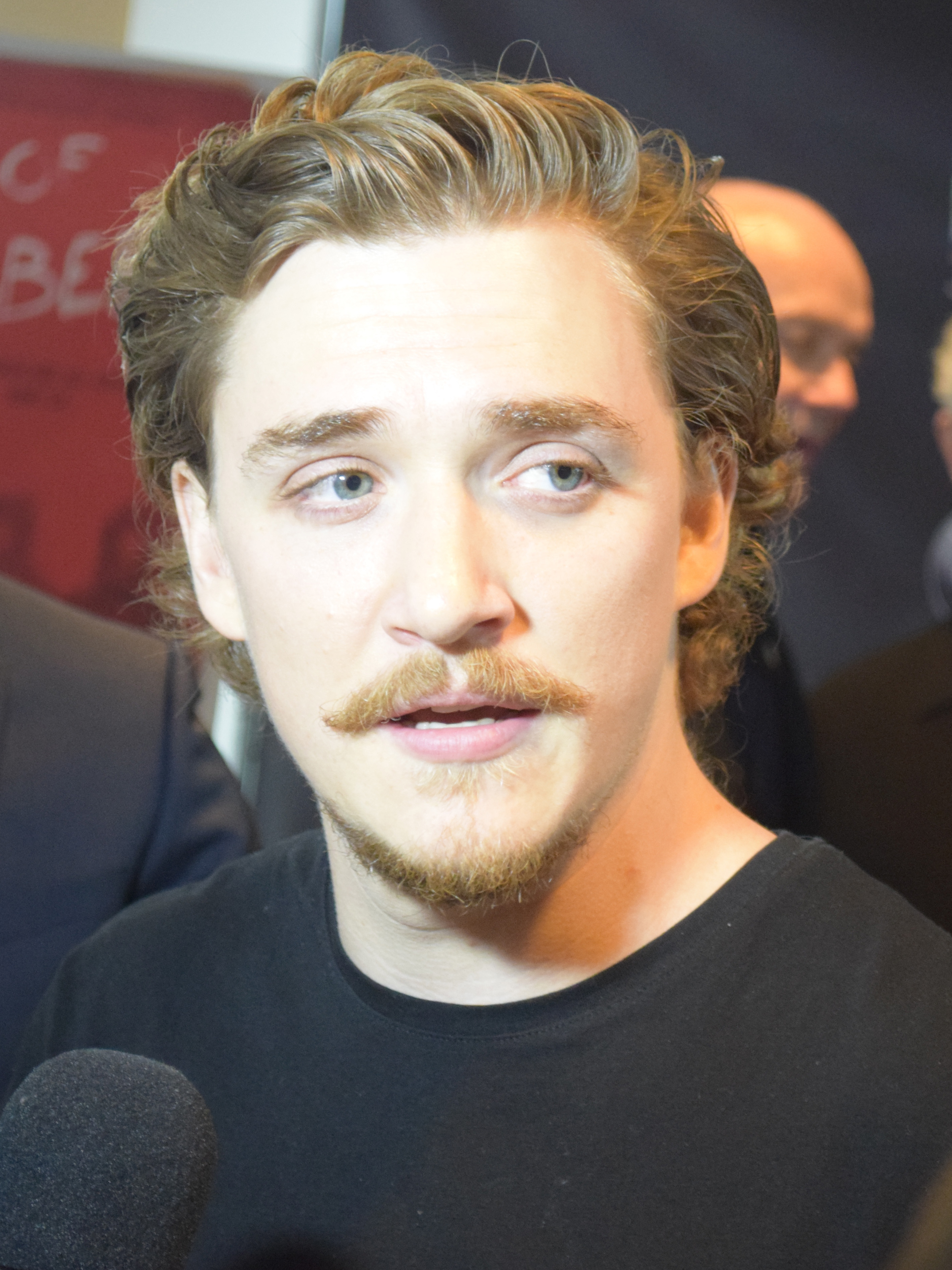
Kyle Gallner (2015)

Kyle Steven Gallner (* 22. Oktober 1986 in West Chester, Pennsylvania) ist ein US-amerikanischer Schauspieler.

## Karriere
Kyle Gallner hatte seinen ersten Auftritt im Fernsehen 1992 in einer Episode der Fernsehserie Seinfeld. Es folgten fortlaufende Rollen in Serien wie Veronica Mars als Cassidy „Beaver“ Casablancas, in Big Love als Jason Embry, in CSI: NY als Reed Garrett und in The Shield als Lloyd. Außerdem hatte er Kurzauftritte in Serien wie Jack & Bobby, Bones – Die Knochenjägerin, Law & Order: Special Victims Unit und Cold Case – Kein Opfer ist je vergessen. In der Serie Smallville spielt Gallner die wiederkehrende Rolle des Bart Allen (in den Comics The Flash – aus Copyrightgründen in Smallville lediglich Impulse). Ende April 2012 bekam er die Hauptrolle des Larkin in Richard LaGraveneses Filmdrama Beautiful Creatures – Eine unsterbliche Liebe, der im Frühjahr 2013 in die Kinos kam.

## Filmografie (Auswahl)
Filme
- 2001: Wet Hot American Summer
- 2005: Red Eye
- 2006: Visions – Die dunkle Gabe (Danika)
- 2007: Sublime
- 2008: Red
- 2008: Gardens of the Night
- 2009: Das Haus der Dämonen (The Haunting in Connecticut)
- 2009: Jennifer’s Body – Jungs nach ihrem Geschmack (Jennifer’s Body)
- 2010: A Nightmare on Elm Street
- 2010: Beautiful Boy
- 2011: Red State
- 2011: Loverboys – Desperate Wives (Cougars, Inc.)
- 2013: Beautiful Creatures – Eine unsterbliche Liebe (Beautiful Creatures)
- 2013: CBGB
- 2014: American Sniper
- 2015: Band of Robbers
- 2016: The Finest Hours
- 2018: Far Cry 5: Inside Eden’s Gate (Kurzfilm)
- 2020: Dinner in America
- 2020: Ghost of War
- 2020: The Catch
- 2022: Scream
- 2022: Smile – Siehst du es auch? (Smile)
- 2022: My Secret Life (What Comes Around)
- 2023: The Passenger
- 2023: Strange Darling
- 2024: Smile 2 – Siehst du es auch? (Smile 2)

Fernsehserien
- 2002, 2007: Law & Order (2 Folgen)
- 2004, 2007–2010: Smallville (4 Folgen)
- 2005: Jack & Bobby (2 Folgen)
- 2006: Cold Case – Kein Opfer ist je vergessen (Cold Case, Folge 4x01)
- 2006: Bones – Die Knochenjägerin (Bones, Folge 2x07)
- 2005–2006: Veronica Mars (15 Folgen)
- 2006–2007: Big Love (6 Folgen)
- 2006–2008, 2010: CSI: NY (7 Folgen)
- 2007: Medium – Nichts bleibt verborgen (Medium, Folge 3x15)
- 2012: Criminal Minds (Folge 7x19)
- 2013: The Walking Dead (Folge 4x01)
- 2016–2017: Outsiders (Fernsehserie, 26 Folgen)
- 2020: Interrogation (Fernsehserie, 10 Folgen)

## Auszeichnungen
Dublin International Film Festival
- 2021: Auszeichnung mit dem Jury Prize des Dublin Film Critics Circle (Dinner in America)[5]